# Volitelný předmět
Volitelný předmět je označení pro školní předmět, jejíhož obsah rozšiřuje základní nabídku povinných a povinně volitelných předmětů na školách.

## Vysoké školy
Volitelné předměty na VŠ jsou předměty, který nejsou součástí povinného bloku pro určité studium. Na některých VŠ student jeho absolvováním neplní žádnou povinnost či podmínku k ukončení studia a absolvuje ho čistě ze svého zájmu.U ostatních je určitým způsobem dáno minimum , které je nutné si zvolit během studia. Na dalších, často VOŠ, je studentům, kteří si v daném termínu předmět nezvolí, určen ředitelem školy.

## Střední školy
Na gymnáziích v České republice jsou volitelné předměty nabízeny v posledních ročnících jako příprava k maturitě a k specializaci v přípravě na studentem zvolenou vysokou školu.

## Základní školy
Volitelné předměty na ZŠ v České republice jsou v nabídce studia od druhého stupně.